# Tunç Erim
Tunç Erim (8 giugno 1935 – New York, 3 marzo 2012) è stato un cestista turco.

## Carriera
Con la Turchia ha disputato tre edizioni dei Campionati europei (1955, 1957, 1959).

## Palmarès
- Campionato turco: 3

Galatasaray: 1955, 1956, 1960